# Statue Wilhelm der Eroberer
Die Statue Wilhelm der Eroberer (französisch: Statue de Guillaume le Conquérant) steht auf dem gleichnamigen Place Guillaume-le-Conquérant in Falaise, einer französischen Gemeinde im Département Calvados in der Region Normandie.
1847 wurde der Bildhauer Louis Rochet (1813–1878) mit dem Entwurf beauftragt und durch Victor Thiébaut (1823–1888) gegossen.
Die Bronzestatue steht auf einem Granitsockel. Die Darstellung ist dem Teppich von Bayeux nachempfunden. Die Statue zeigt Wilhelm, der aufrecht auf dem sich aufbäumenden Ross sitzt. Er hält das Gonfanon, das ihm von Papst Alexander II. geschenkt wurde. Er trägt einen Helm, ein Kettenhemd, Armschienen und einen Umhang.
Am 26. Oktober 1851 wurde die Statue eingeweiht. Die sechs kleineren Bronzestatuen, die den Granitsockel umgeben, wurde 1875 gegossen und am 21. September 1875 eingeweiht. Es handelt sich um die ersten sechs Herzöge der Normandie, die Wilhelm dem Eroberer vorangingen.

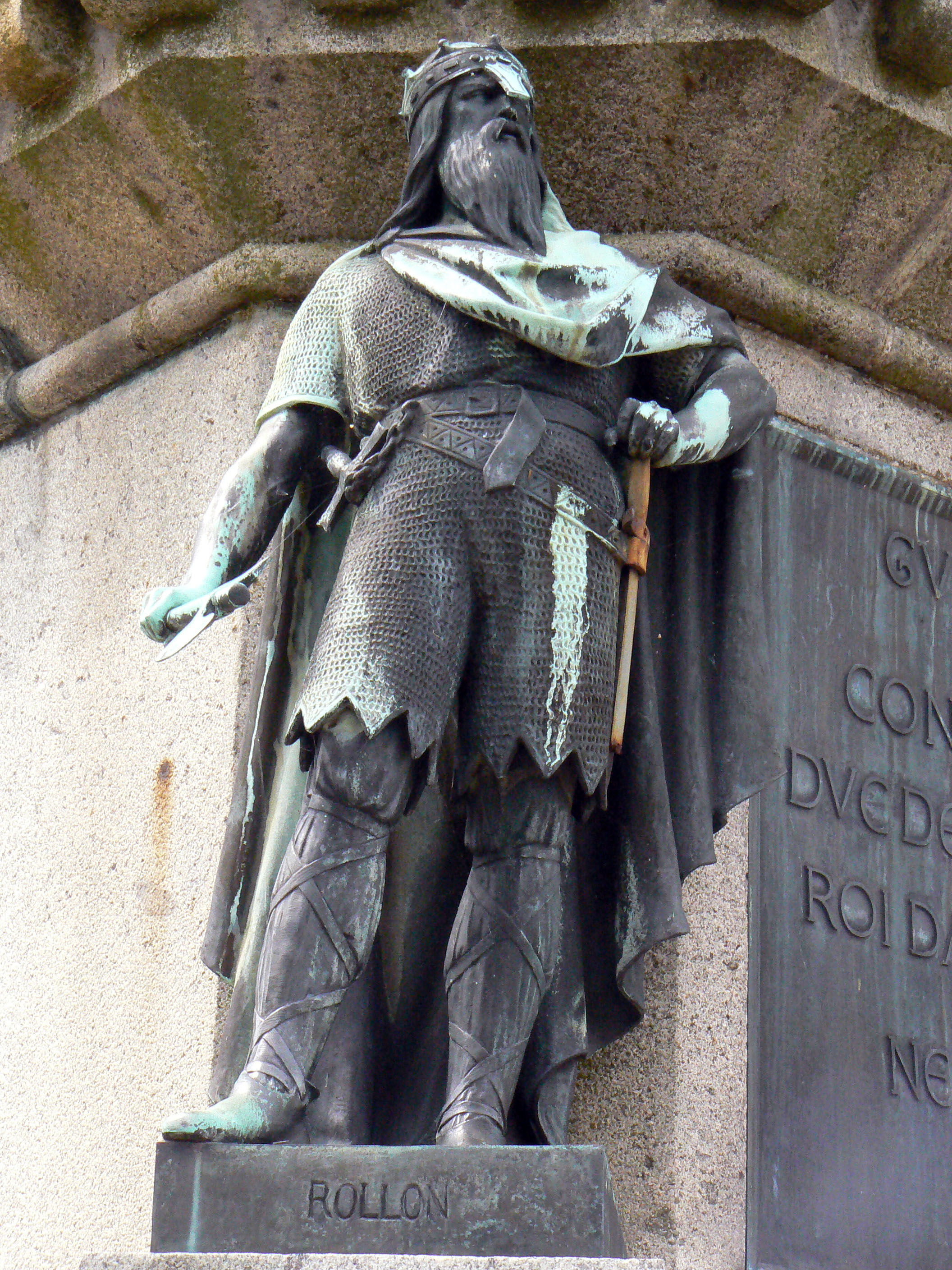
Rollo.
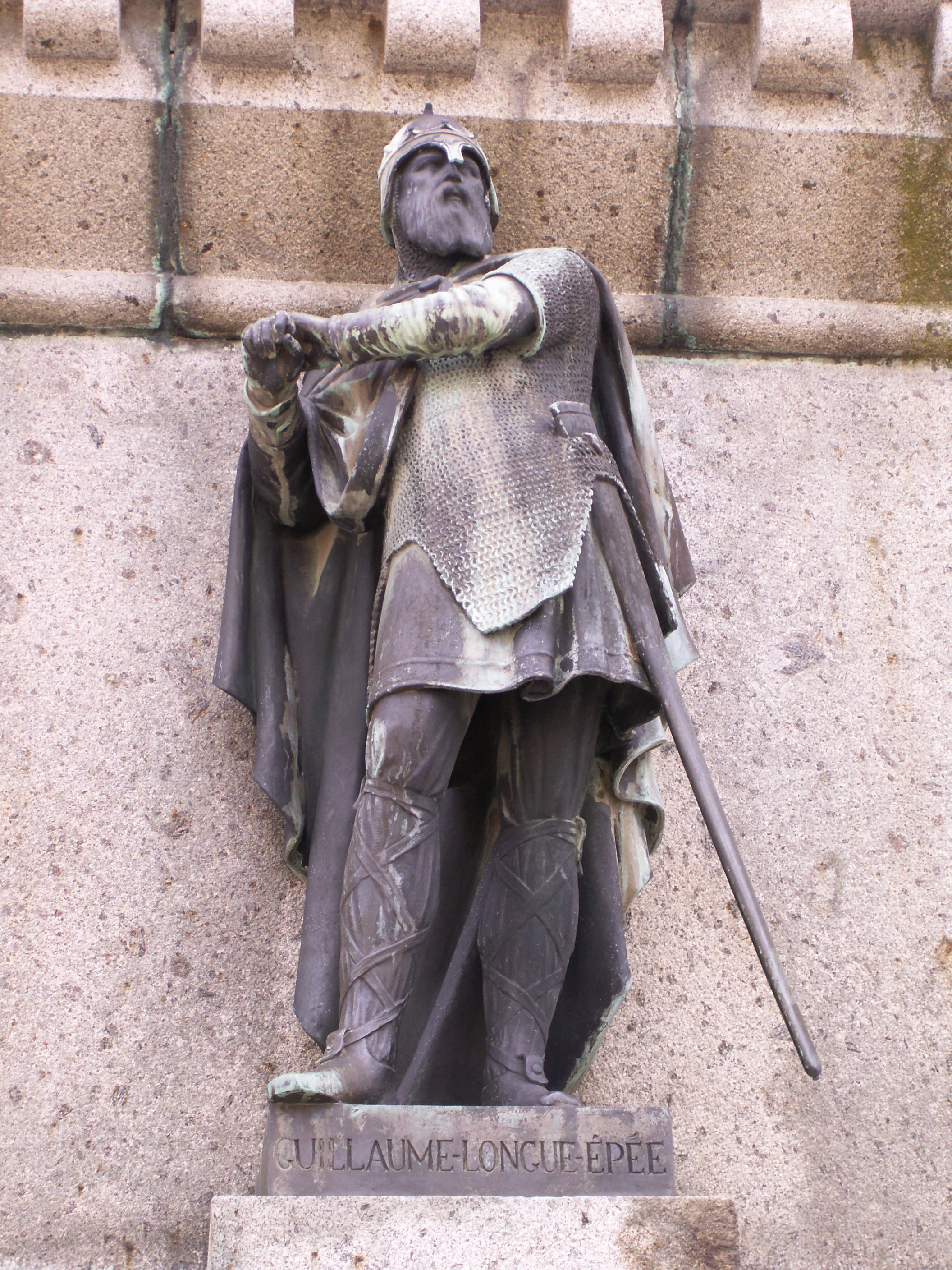
Wilhelm I. Langschwert
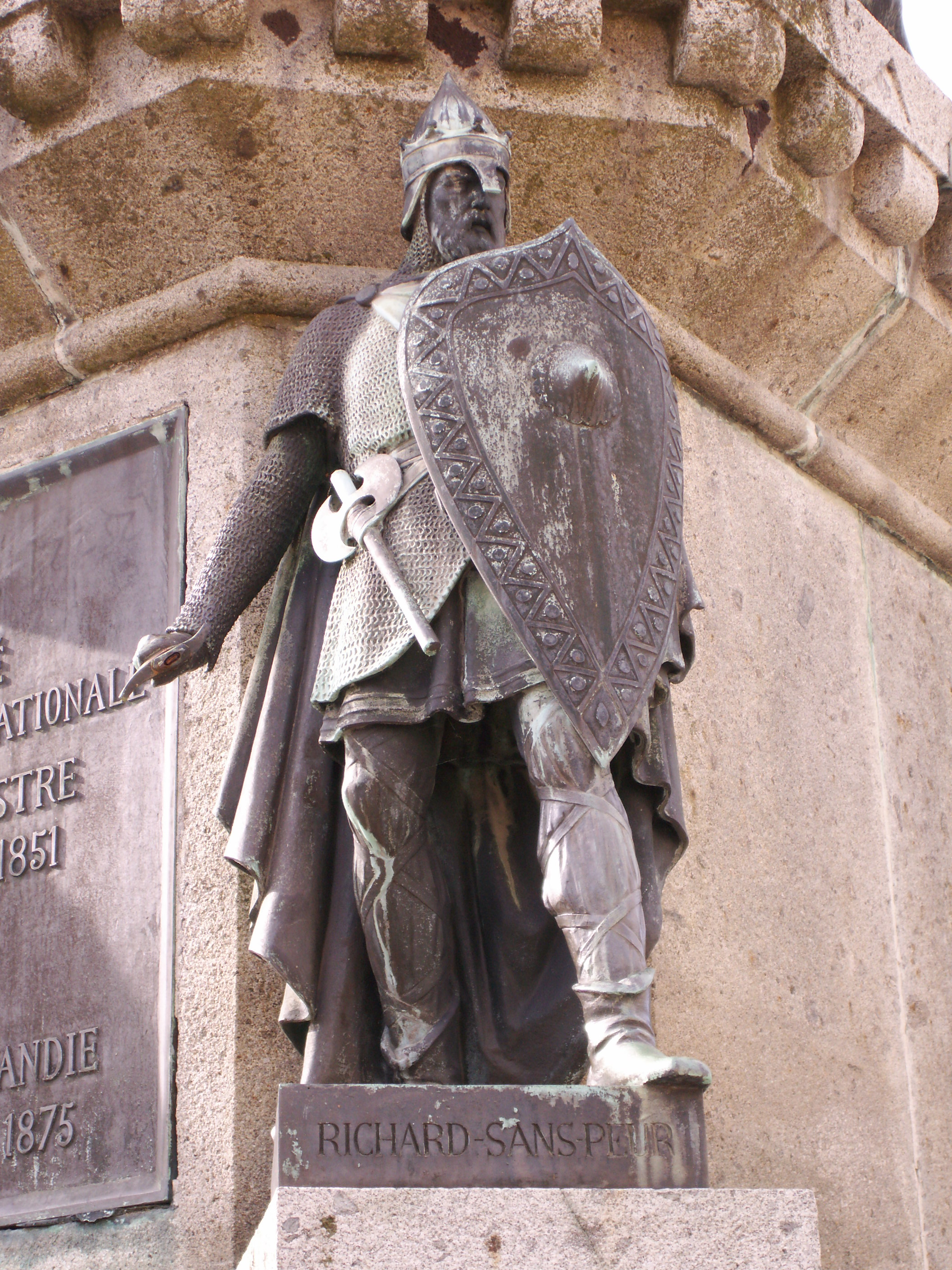
Richard I. der Furchtlose
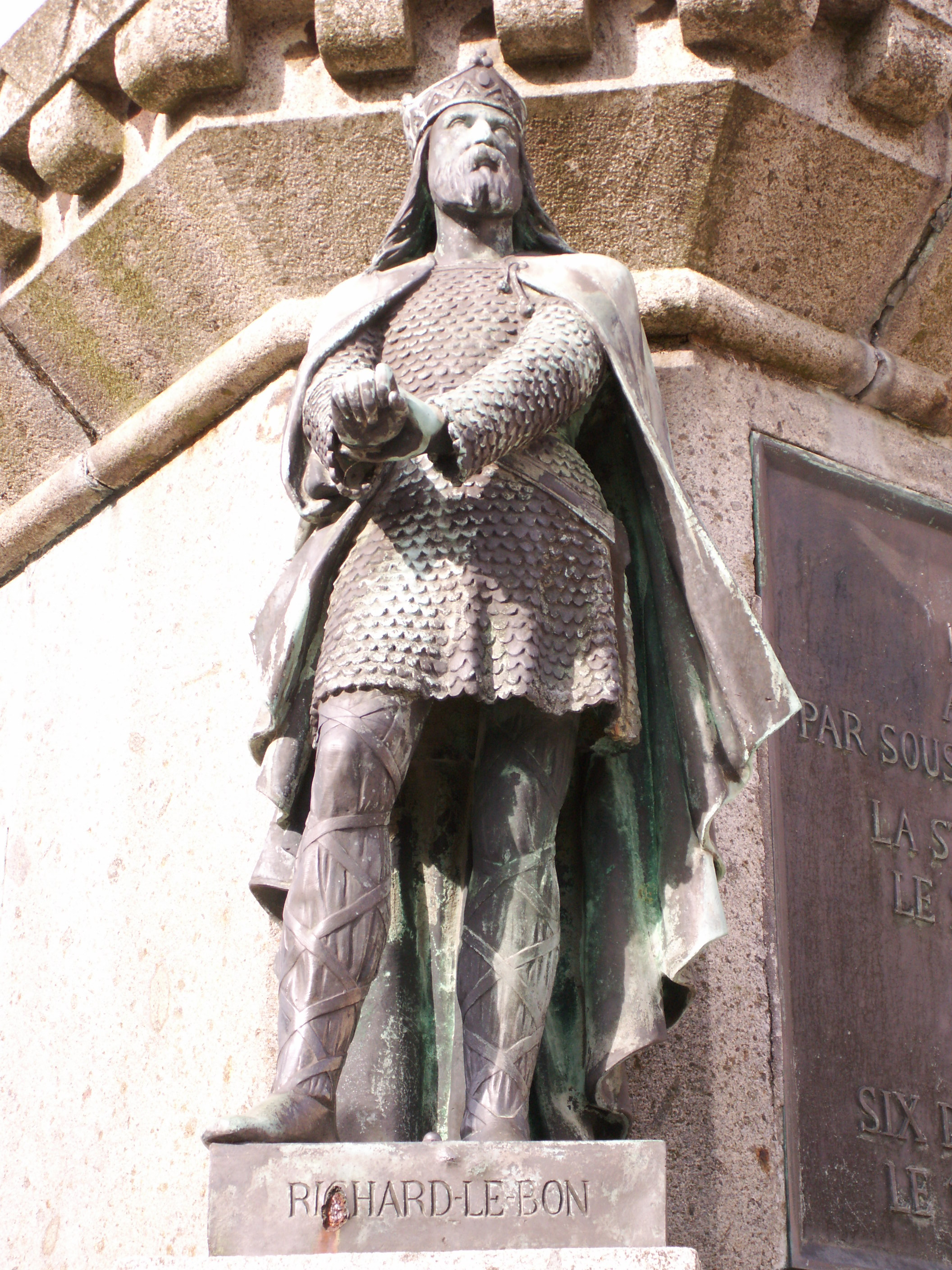
Richard II. der Gute
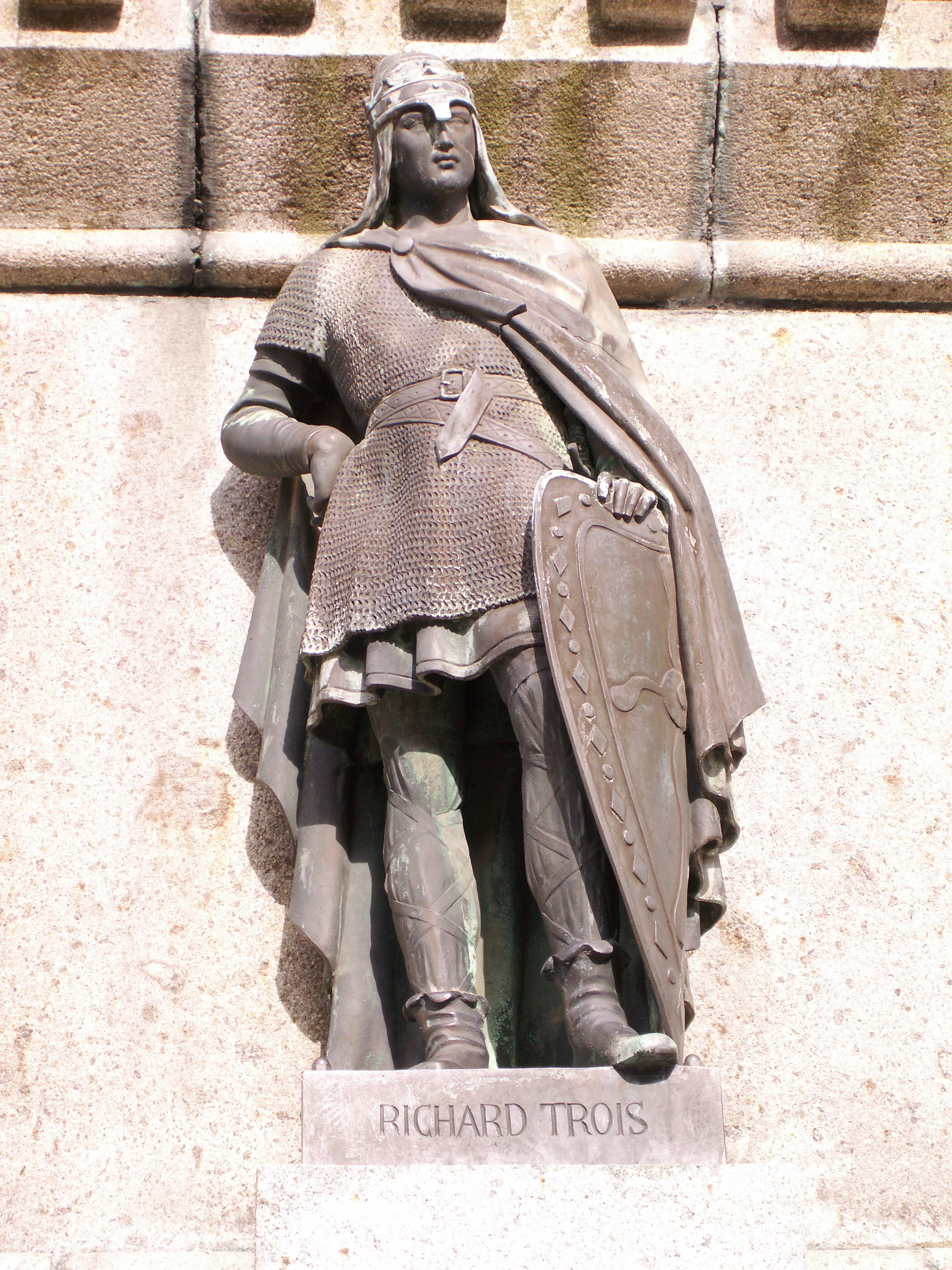
Richard III.
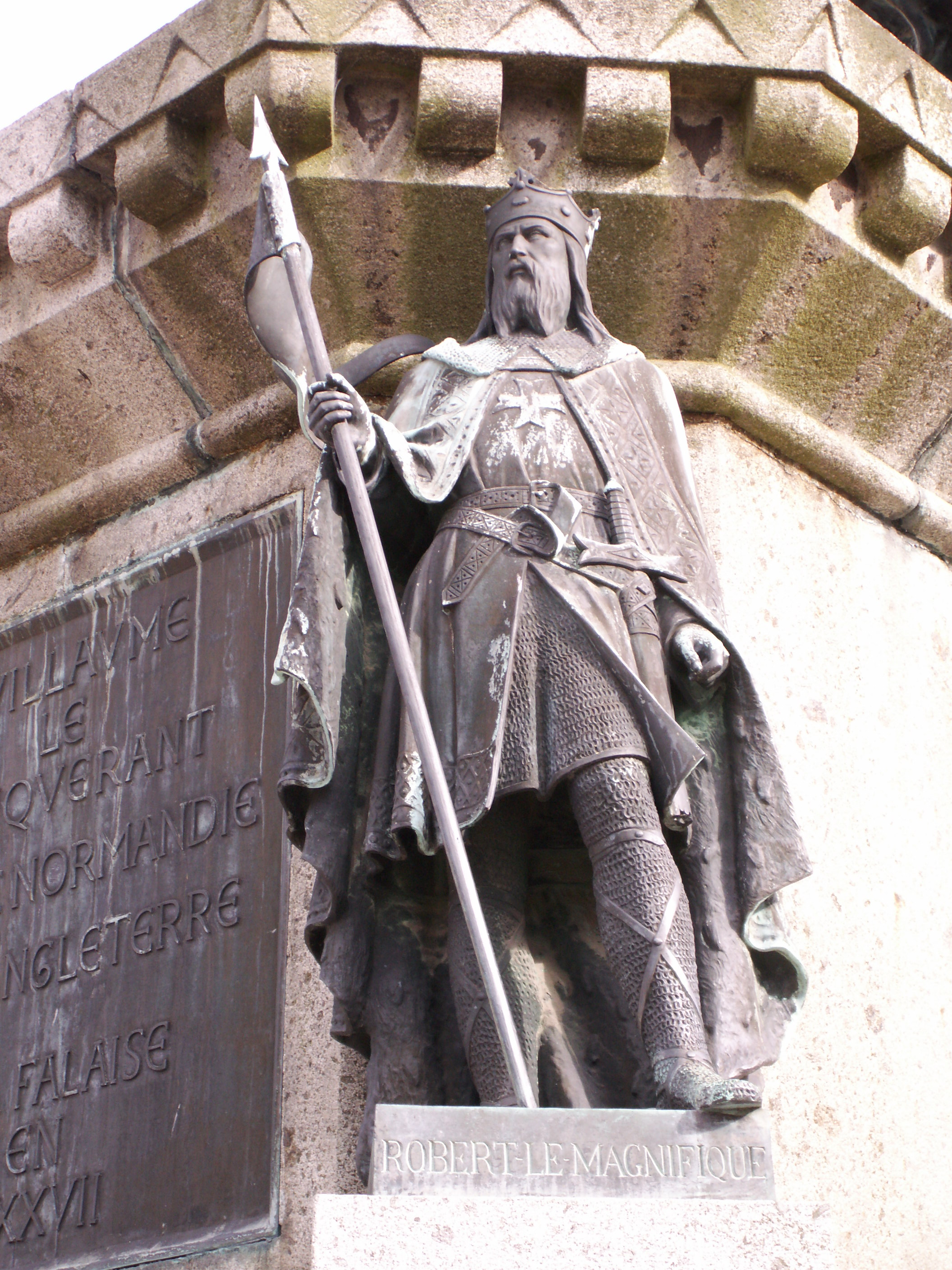
Robert I. der Prächtige.

Die Gedenktafel auf der Nordseite zeigt den Text:
„GUILLAUME LE CONQUERANT DUC DE NORMANDIE ROI D'ANGLETERRE NE A FALAISE EN MXXVII“ –– deutsch: „Wilhelm der Eroberer, Herzog der Normandie, König von England, geboren in Falaise MXXVII“ (Anm.: MXXVII ist 1027).
Auf der Südseite trägt die Tafel den Text:
„CE MONUMENT A ÉTÉ ÉRIGÉ PAR SOUSCRIPTION NATIONALE - LA STATUE ÉQUESTRE LE 26 OCTOBRE 1851 - LES STATUES DES SIX DUCS DE NORMANDIE LE 19 SEPTEMBRE 1875 “ –– deutsch: „Dieses Denkmal wurde durch die landesweite Sammlung von Spenden errichtet. - Das Reiterstandbild am 26. Oktober 1851 - Die Statuen der Herzöge der Normandie am 19. September 1875“
Trotz des Dekrets der Vichy-Regierung von 1941, dass die Bronzestatuen eingeschmolzen werden, war der Widerstand so groß, dass auf das Einschmelzen verzichtet wurde.
2006 wurde die Statue als Monument historique eingetragen und im Februar 2024 klassifiziert.
Es wird vermutet, dass die Statue Wilhelms dem 1860 errichtete Erzherzog-Karl-Denkmal in Wien als Vorbild diente.